# 青岛求实职业技术学院
青岛求实职业技术学院，是一所位于中华人民共和国山东省青岛市的高等职业学校。学院创建于1992年，下设设信息工程学院、商学院、外国语学院、机电工程学院、建筑工程学院、汽车工程学院、航空服务学院、旅游学院、艺术学院、城市管理学院、青岛学院、影视学院、体育学院、酒店管理学院、动漫学院、报关学院等23个分院。学院通过与企业进行合作，积极引导学生就业。该校2012年曾发生过醉酒女生坠亡事故。